# Cité nationale de l'histoire de l'immigration
Cité nationale de l'histoire de l'immigration (Národní centrum historie imigrace) je muzeum v Paříži. Nachází se ve 12. obvodu na Avenue Daumesnil v Palais de la Porte Dorée. Muzeum se zaměřuje na dějiny přistěhovalectví ve Francii a bylo pro veřejnost otevřeno 10. října 2007.

## Historie
Myšlenka na vytvoření muzea zaměřeného na dějiny a kulturu imigrantů ve Francii existovala delší čas. Teprve v roce 1992 vznikla z podnětu historiků Association pour un musée de l'immigration. V roce 2001 premiér Lionel Jospin nechal vypracovat studii proveditelnosti tohoto muzea a v roce 2002 prezident Jacques Chirac zahrnul do své agendy a roku 2003 ustanovil meziresortní komisi.
Cité nationale de l'histoire de l'immigration oficiálně představil 8. července 2004 premiér Jean-Pierre Raffarin a pro veřejnost bylo otevřeno 10. října 2007.
Od 1. ledna 2012 patří k centru rovněž tropické akvárium.

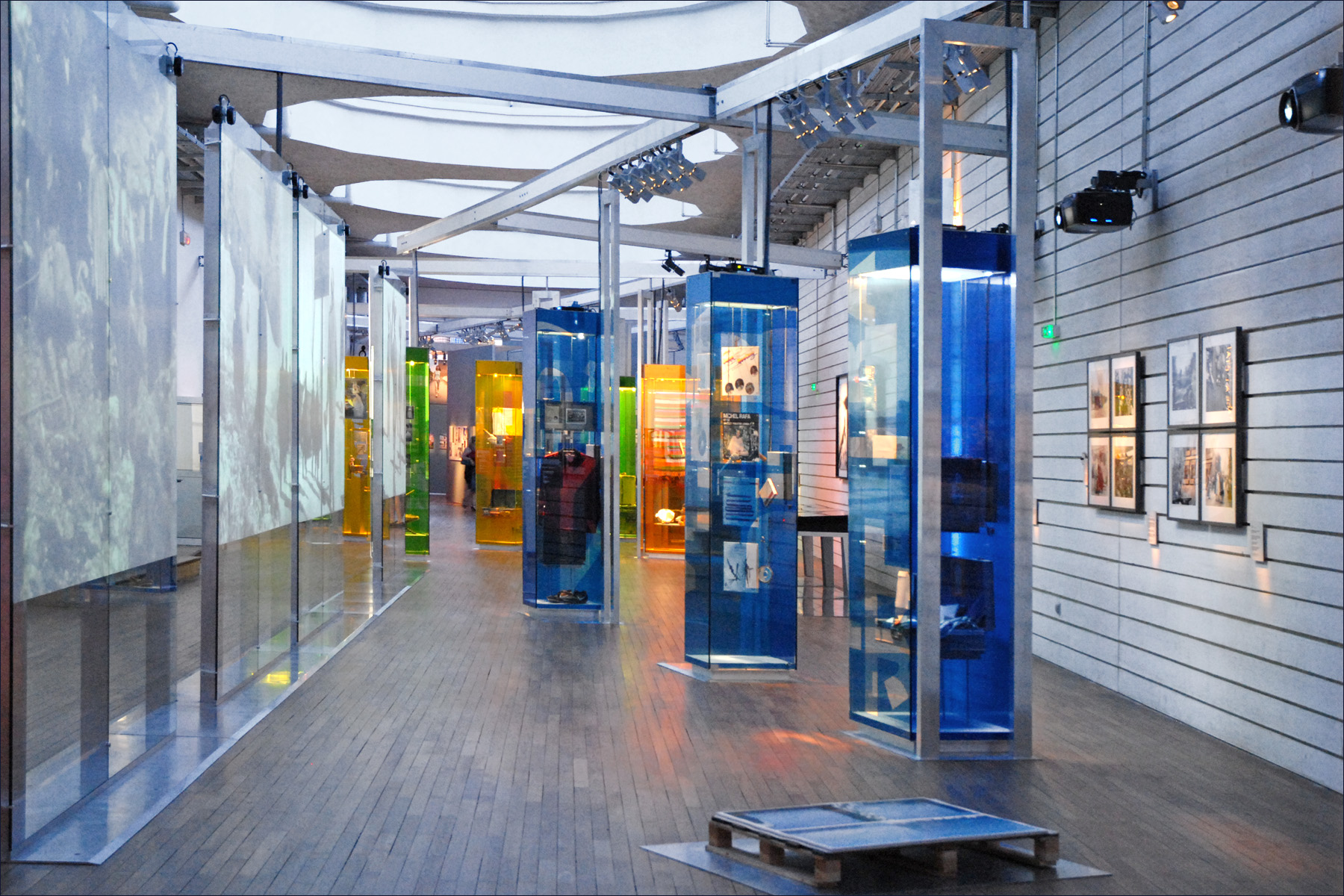
Pohled do stálé expozice

## Činnost
Cité nationale de l'histoire de l'immigration především shromažďuje, uchovává a vystavuje objekty vztahující se k dějinám imigrace ve Francii, především od 19. století a představuje tak kultury a umění imigrantů.
Plocha celého palace je 16 000 m2, z čehož připadá 1250 m2 na stálou expozici představující dvě století francouzské imigrace.
Hlavní expozice nazvaná Repères (Orientační body) popisuje hlavní imigrační vlny a je rozdělena do hlavních témat: Émigrer (Migrovat), Face à l'État (Tváří státu), Terre d'accueil/France hostile (Přijímací země/nepřátelská Francie), Ici et là-bas (Tady a tam), Lieux de vie (Místa života), Au travail (V práci), Enracinements (Zakořenění), Sportifs (Sportovci), Diversité (Různorodost).